# Gurgesiella furvescens
Gurgesiella furvescens es una especie de pez de la familia de los Rajidae en el orden de los Rajiformes.

## Morfología
Los machos pueden llegar a alcanzar los 52 cm de longitud total.

## Reproducción
Es ovíparo y las hembras ponen huevos envueltos en una cápsula córnea.

## Hábitat
Es un pez marino y de aguas profundas. 

## Distribución geográfica
Se encuentra en el Océano Pacífico suroriental: las Islas Galápagos y las costas centrales de Chile. 

## Observaciones
Es inofensivo para los humanos. 